# Gardijol
Der Gardijol (frz.: Ruisseau de Gardijol) ist ein Fluss in Frankreich, der in der Region Okzitanien verläuft. Er entspringt im Gemeindegebiet von Mézerville, entwässert generell in nordwestlicher Richtung und mündet nach rund 22 Kilometern im Gemeindegebiet von Gardouch als linker Nebenfluss in den Hers-Mort. Knapp vor seiner Mündung unterquert der Fluss den Schifffahrtskanal Canal du Midi und die parallel verlaufende Autoroute A61.
Auf seinem Weg durchquert der Gardijol die Départements Aude und Haute-Garonne.

## Orte am Fluss
(Reihenfolge in Fließrichtung)
- Mézerville
- Caignac
- Seyre
- Gardouch